# Aonidiella abietina
Aonidiella abietina är en insektsart som beskrevs av Hall och Williams 1962. Aonidiella abietina ingår i släktet Aonidiella och familjen pansarsköldlöss.
Artens utbredningsområde är Pakistan. Inga underarter finns listade i Catalogue of Life.